# Allée Célestin-Hennion
Allée Célestin-Hennion je ulice v Paříži na ostrově Cité ve 4. obvodu. Ulice nese jméno policejního prefekta Célestina Henniona (1862–1915), který se zasloužil o modernizaci francouzské policie.

## Poloha
Alej vede mezi stánky na květinovém a ptačím trhu.